# Fabrício Baiano
Fabrício Santos de Jesus, meglio noto come Fabrício Baiano (Camacan, 13 giugno 1992), è un calciatore brasiliano, centrocampista del Petrolul Ploiești.

## Caratteristiche tecniche
È un mediano.